# 井口基史
井口基史（いぐち もとふみ、1979年8月16日 - ）は、日本のプロバスケットボールチームのスタッフである。バスケットボールコメンテーター。
鹿児島出身。現役時代はポイントガード。
bjリーグ富山グラウジーズの外国籍選手スカウトのあと、FIBA国際公認代理人資格を日本人初取得。その後いくつかのチームを渡り歩いたのち、現在はバスケットボールの試合中継でコメンテーターを務める。

## 来歴
鹿児島市立武小学校（武ミニバスケットボールスポーツ少年団）、鹿児島市立武小学校、鹿児島県立鹿児島南高等学校、愛知学泉大学、カリフォルニア州立大学ベーカズフィールド校、ベーカズフィールドカレッジ
2006－2007　富山グラウジーズ　外国籍選手スカウト
2008－2010　滋賀レイクスターズ　アシスタントゼネラルマネジャー兼通訳
2011－2013　岩手ビッグブルズ　ゼネラルマネジャー
2013－2014　大阪エヴェッサ　代表取締役兼ゼネラルマネジャー